# Font Freda (Presquiró)
La Font Freda és una font de l'antic terme de Sant Salvador de Toló, actualment pertanyent al municipi de Gavet de la Conca. És dins del territori de l'antiga caseria de Presquiró.
Està situada a 848 m d'altitud, uns 300 metres al sud-est del lloc i antiga caseria de Presquiró. És al capdavall de la Costa del Tossal, al vessant nord-oest de la Serra de la Campaneta.